# Croup
Il croup (o laringotracheobronchite) è una malattia dell'apparato respiratorio umano solitamente innescata da un'infezione virale acuta delle vie aeree superiori. L'infezione porta a gonfiore all'interno della gola che interferisce con la normale respirazione e ai classici sintomi: una tosse "abbaiante", stridore e raucedine. Si può avere una sintomatologia lieve, moderata o grave che spesso si acuisce di notte. Solitamente la patologia viene trattata grazie alla somministrazione di una singola dose di steroidi per via orale. Occasionalmente l'adrenalina può essere utilizzata nei casi più gravi. Tuttavia l'ospedalizzazione si rende raramente necessaria.
Il croup viene diagnosticato su base clinica una volta che le altre potenziali cause più gravi dei sintomi sono state escluse (cioè epiglottite o un corpo estraneo nelle vie aeree). Solitamente non sono necessari ulteriori esami diagnostici. Si tratta di una condizione relativamente comune che colpisce circa il 15% dei bambini più comunemente tra i 6 mesi e 5-6 anni di età. Quasi mai è stata osservata negli adolescenti o negli adulti.
Nel mondo occidentale la causa principale del croup era la difterite, ma ciò oggi assume soltanto una connotazione storica, grazie al successo della vaccinazione e al miglioramento degli standard di vita e di igiene.

## Storia

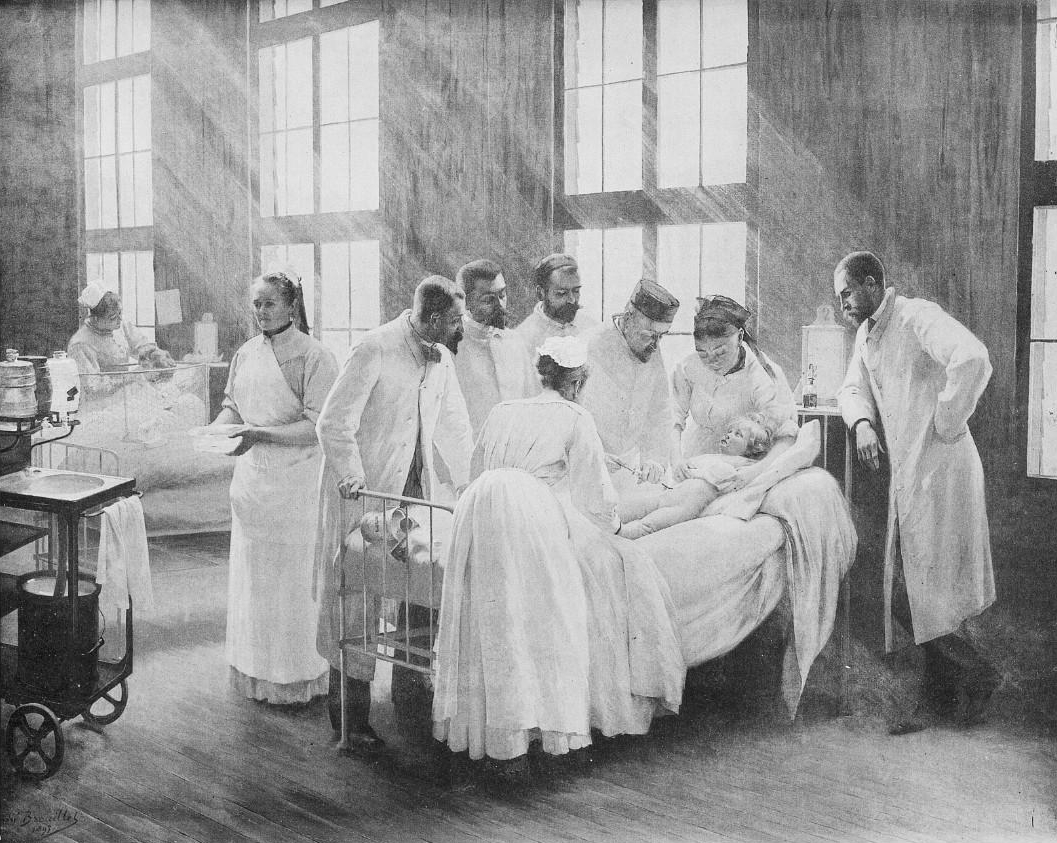
Vaccinazione di bambini contro il croup nel 1895

Il termine "croup" viene dal verbo inglese croup, che significa "gridare con voce rauca". La malattia ha preso questo nome in Scozia e si è diffuso nel XVIII secolo rendendosi popolare. Il croup difterico è conosciuto fin dai tempi dell'antica Grecia di Omero, ma l'eziologia virale non è stato differenziata da quella batterica della difterite fino al 1826, quando gli studi di Pierre Bretonneau ne permisero la distinzione. Il croup virale è stato poi chiamato "faux-croup" dai francesi mentre con "croup" si faceva riferimento alla malattia causata dal batterio della difterite. Il croup causato dalla difterite è diventato oggi una patologia quasi sconosciuta per via dell'introduzione di una efficace immunizzazione.

## Epidemiologia
Il croup colpisce circa il 15% dei bambini. Solitamente si presenta tra i 6 mesi e i 5-6 anni di età, rappresentando circa il 5% dei ricoveri ospedalieri in questa popolazione. In rari casi, può verificarsi in bambini di appena tre mesi e in ragazzi fino ai 15 anni. I maschi sono colpiti il 50% più spesso rispetto alle femmine e non vi è un aumento della prevalenza su base stagionale.

## Eziologia
Il croup è di solito causato da una infezione virale. Tuttavia alcuni clinici usano il termine in senso più ampio, includendo la laringo-tracheite acuta, il croup spasmodico, la difterite laringea, la tracheite batterica e la laringotracheobronchite. Le prime due condizioni implicano una infezione virale e sono generalmente più miti rispetto alla sintomatologia, le ultime tre sono dovute a infezioni batteriche e di solito presentano gravità maggiore.

### Eziologia virale
Il croup virale - o laringotracheite acuta - è causato da virus parainfluenzali, principalmente di tipo 1 e 2, nel 75% dei casi. Altre eziologie virali includono l'Influenzavirus A e B, il morbillo, l'adenovirus e il virus respiratorio sinciziale. Il croup spasmodico è causato dallo stesso gruppo di virus della laringotracheite acuta ma non appaiono i classici segni di infezione, come febbre, mal di gola e un aumento dei globuli bianchi. Il trattamento e la risposta a esso, sono simili.

### Eziologia batterica
Il croup batterico può essere diviso in difterite laringea, tracheite batterica, laringotracheobronchite e laringotracheobroncopneumonite. La difterite laringea è dovuta al Corynebacterium diphtheriae mentre gli altri sono causati da una infezione virale primaria con uno sviluppo batterico secondario. I più comuni batteri implicati sono i cocchi gram positivi Staphylococcus aureus e Streptococcus pneumoniae e i proteobatteri Haemophilus influenzae e Moraxella catarrhalis.

## Patogenesi
L'infezione virale, causa del croup, porta al gonfiore della laringe, della trachea e dei bronchi per via di infiltrazioni di leucociti del sangue (soprattutto istiociti, linfociti, plasmacellule e neutrofili). Il gonfiore produce un'ostruzione delle vie aeree che, quando è significativo, porta a un aumento del lavoro respiratorio e il caratteristico turbolento e rumoroso flusso d'aria, noto come "stridore".

## Clinica

### Segni e sintomi
Il croup è caratterizzato da un inizio improvviso e da una tosse "abbaiante", stridore, raucedine e difficoltà nella respirazione che, spesso, peggiora durante la notte per la posizione supina obbligata. Il colpo di tosse "abbaiante" è spesso descritto come simile al richiamo di un pinnipede Otariidae. Lo stridore è spesso aggravato dall'agitazione o dal pianto e, se può essere ascoltato a riposo, può indicare restringimento critico delle vie aeree. Tuttavia, se il croup peggiora, lo stridore può diminuire notevolmente.
Altri sintomi includono febbre, congestione nasale (sintomi tipici del raffreddore comune) e retrazione della parete toracica. La presenza di bava alla bocca e un aspetto clinico complessivamente non sano, sono indice di altre condizioni mediche.

### Diagnosi
Il croup è diagnosticabile dalla sola clinica. Il primo passo è quello di escludere altre patologie ostruttive delle vie aeree superiori, soprattutto epiglottite, un corpo estraneo nelle vie aeree, stenosi sottoglottica, angioedema, ascesso retrofaringeo, ascesso peritonsillare, reazione allergica, difterite laringea e tracheite batterica.
Un radiografia frontale del collo non viene eseguita di routine, ma se viene prescritta può mostrare un caratteristico restringimento della trachea, chiamato il "segno del campanile" poiché ne ricorda la forma. Il segno del campanile è suggestivo della diagnosi ma è tuttavia assente nella metà dei casi.
Altre indagini (come le analisi del sangue e la coltura virale) sono sconsigliati, in quanto possono causare inutile agitazione e quindi peggiorare la già compromessa pervietà delle vie respiratorie. Le colture virali, ottenute attraverso l'aspirazione del rinofaringe, possono essere usate per confermare la causa esatta, esse sono comunque di solito limitate ai contesti di ricerca. L'infezione batterica dovrebbe essere considerata se una persona non migliora con il trattamento standard. A questo punto possono essere indicate indagini più approfondite.

### Classificazione di gravità
Il sistema più comunemente usato per classificare la gravità del croup è il punteggio di Westley. È utilizzato principalmente per scopi di ricerca piuttosto che nella pratica clinica. Esso consiste nella somma dei punti assegnati per cinque fattori: livello di coscienza, cianosi, stridore, ingresso dell'aria e retrazione del torace. Nella tabella seguente sono indicati i dati per ogni fattore.
| Caratteristica                   | Numero di punti assegnati per questa caratteristica | Numero di punti assegnati per questa caratteristica | Numero di punti assegnati per questa caratteristica | Numero di punti assegnati per questa caratteristica | Numero di punti assegnati per questa caratteristica | Numero di punti assegnati per questa caratteristica |
| Caratteristica                   | 0                                                   | 1                                                   | 2                                                   | 3                                                   | 4                                                   | 5                                                   |
| -------------------------------- | --------------------------------------------------- | --------------------------------------------------- | --------------------------------------------------- | --------------------------------------------------- | --------------------------------------------------- | --------------------------------------------------- |
| Retrazione della parete toracica | Nessuna                                             | Leggera                                             | Moderata                                            | Severa                                              |                                                     |                                                     |
| Stridore                         | Nessuno                                             | Con agitazione                                      | A riposo                                            |                                                     |                                                     |                                                     |
| Cianosi                          | Nessuna                                             |                                                     |                                                     |                                                     | Con agitazione                                      | A riposo                                            |
| Livello di coscienza             | Normale                                             |                                                     |                                                     |                                                     |                                                     | Disorientato                                        |
| Entrata dell'aria                | Normale                                             | Diminuita                                           | Fortemente diminuita                                |                                                     |                                                     |                                                     |

- Un punteggio totale ≤ 2 indica un croup lieve. La caratteristica tosse abbaiante e la raucedine possono essere presenti, ma non c'è stridore a riposo.[7]
- Un punteggio totale di 3-5 è classificato come croup moderata. Si presenta con stridore sentito facilmente, ma con pochi altri segni.[7]
- Un punteggio totale di 6-11 indica un croup grave. Esso si presenta con evidente stridore ma anche con una spiccata restrizione della parete toracica.[7]
- Un punteggio totale ≥ 12 indica insufficienza respiratoria imminente. La tosse abbaiante e lo stridore potrebbero non essere più importanti in questa condizione.[7]

L'85% dei bambini che si presentano al pronto soccorso per croup accusano una manifestazione lieve di malattia. Il croup grave è raro (<1% dei casi).

## Trattamento
I bambini con croup sono generalmente mantenuti calmi il più possibile. Gli steroidi vengono somministrati di routine, con l'adrenalina utilizzata nei casi più gravi. Ai bambini con saturazione arteriosa sotto il 92% deve essere dato ossigeno, e in quelli che presentano una forma grave può essere necessario un ricovero in ospedale per osservazione. Se è necessario l'ossigeno, una somministrazione di tipo "blow-by" (la fonte dell'ossigeno posta vicino al viso del bambino) è consigliata, in quanto provoca meno agitazione rispetto all'uso di una maschera. Con il trattamento, meno dello 0,2% dei pazienti con la condizione necessita di intubazione endotracheale.

### Steroidi

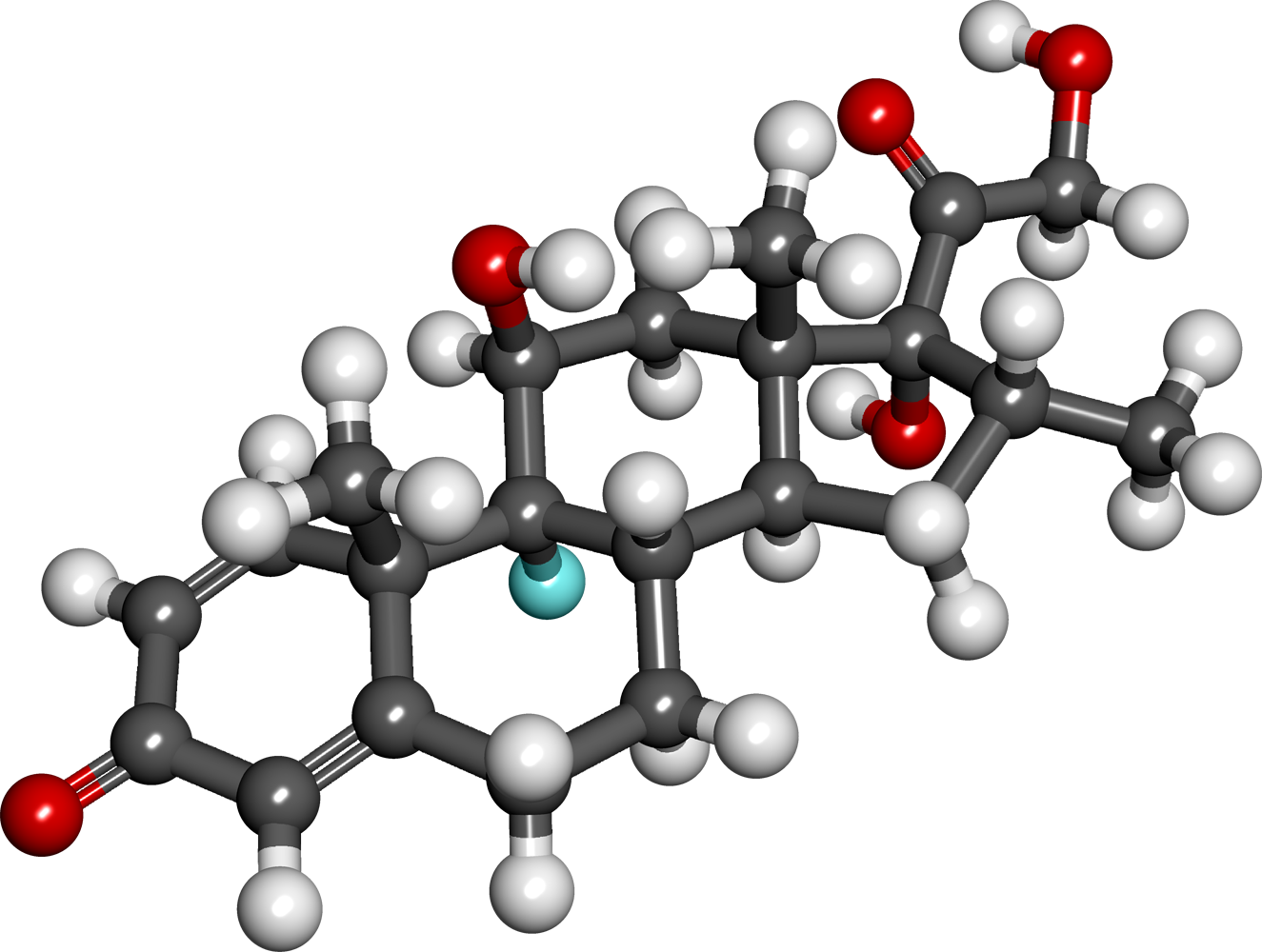
Rappresentazione 3D di una molecola di desametasone

I corticosteroidi, come il desametasone e il budesonide, hanno dimostrato di migliorare gli esiti nei bambini con le complicanze da croup. Un significativo sollievo si ottiene già sei ore dopo la somministrazione. Sebbene possano essere somministrati sia per via orale, parenterale sia per inalazione, la via orale rimane quella preferibile. Una singola dose è solitamente sufficiente ed è generalmente considerata molto sicura. Dosi di desametasone da 0,15, 0,3 e 0,6 mg/kg sembrano essere tutte ugualmente efficaci.

### Adrenalina
Un croup da moderato a grave può essere temporaneamente migliorato con adrenalina nebulizzata. L'adrenalina produce tipicamente una riduzione della gravità entro 10-30 minuti, i benefici durano solo circa 2 ore. Se il miglioramento permane dopo 2-4 ore a seguito del trattamento senza ulteriori complicazioni, il bambino viene generalmente dimesso dall'ospedale.

### Altri
Mentre altri trattamenti per il croup sono stati studiati, nessuno ha prove sufficienti per sostenere il loro uso. L'inalazione di vapore o aria umidificata è un trattamento di auto-cura tradizionale, ma gli studi clinici non hanno dimostrato l'efficacia e attualmente viene utilizzato raramente. L'uso di farmaci per la tosse, che di solito contengono destrometorfano e/o guiafenesin, sono sconsigliati. L'inalazione di heliox (una miscela di elio e ossigeno) per diminuire il lavoro respiratorio è stato un trattamento utilizzato in passato ma tuttavia vi sono poche prove scientifiche per sostenerne l'utilizzo. Poiché il croup è di solito una malattia virale, gli antibiotici non sono utilizzati, a meno che non si sospetti un'infezione batterica secondaria. In questi casi si raccomanda l'assunzione di vancomicina e cefotaxime. Nei casi più gravi associati a influenza A o B, gli antivirali inibitori della neuraminidasi possono essere somministrati.

## Prognosi
Il croup virale è di solito una malattia auto-limitata, ma tuttavia raramente può provocare la morte per insufficienza respiratoria e/o arresto cardiaco. I sintomi di solito migliorano entro due giorni ma possono durare anche fino a sette giorni. Altre complicazioni, tuttavia non frequenti, includono la tracheite batterica, la polmonite e l'edema polmonare.

## Prevenzione
Molti casi di croup sono stati evitati grazie all'immunizzazione per l'influenza e la difterite. Grazie proprio alla vaccinazione il croup da difterite è ormai raro nel mondo sviluppato.